# 或阿呆の一生
『或阿呆の一生』（あるあほうのいっしょう）は、芥川龍之介作の短編作品。雑誌『改造』1927年10月号に掲載された。
1927年の芥川自殺後に見つかった文章で、51のごく短い断章から成る。芥川が自身の人生を振り返って書き遺したものとされ、一種の自伝である。友達への遺書の中に、この事が詳しく記されてある。冒頭部分には久米正雄宛ての文章がある。
「先輩」として谷崎潤一郎、「先生」として夏目漱石、発狂した友人として宇野浩二が登場する。